# توماس آنتونی دولی
توماس آنتونی دولی (انگلیسی: Thomas Anthony Dooley III; ۱۷ ژانویهٔ ۱۹۲۷ – ۱۸ ژانویهٔ ۱۹۶۱) پزشکی آمریکایی بود که در هنگام مداخله آمریکا در جنگ ویتنام، در جنوب شرق آسیا فعالیت می‌کرد. او در حین و پس از خدمتش به نیروی دریایی ایالات متحده آمریکا رفته‌رفته به بشردوستی و سیاست ضد کمونیسم شناخته شد. این فعالیت‌های او تا مرگ‌ ‌زود هنگامش در ۳۴ سالگی، به‌علت سرطان، ادامه داشت. 
پس از مرگش، عموم مردم از فعالیت او زیرنظر سازمان اطلاعات مرکزی تحت عنوان مامور عملیاتی نیز باخبر شدند و توصیفات زیادی از جنایات ویت مین در کتاب «مارا از شر شیطان نجات بده» توسط او ثبت شده‌است. به جز این کتاب او فعالیت‌های خودش در ویتنام و لائوس را با تالیف دو کتاب دیگر، «لبۀ فردا» و «شبی که کوهستان را سوزاندند»، توصیف کرده‌است. 
او در ۱۹۶۱ به علت سرطان ملانوما درگذشت و جان اف. کندی هنگام ایجاد سپاه صلح به سرمشقی مانند او اشاره کرد.

## دوران جوانی
دولی ۱۷ ژانویه ۱۹۲۷ در سنت لوئیس، میزوری متولد شد و در خانواده‌ای ایرلندی-آمریکایی  و پیرو مذهب مسیحیت کاتولیک پرورش یافت. ابتدا به دانشگاه نوتردام رفت و در ۱۹۴۴ سرباز بیمارستانی نیروی دریایی آمریکا شد. در ۱۹۶۰ از دانشگاه مدرک افتخاری دریافت کرد و سپس به دانشگاه علوم پزشکی سنت لوئیس رفت. پس از دریافت مدرکش در سال ۱۹۵۳ به نیروی دریایی پیوست و خدمت رزیدنتی خودش را ابتدا در کالیفرنیا و سپس در یوکوساکا در ژاپن انجام داد. در نهایت در سال ۱۹۵۴ با پیوستن به خدمه کشتی یواس‌اس مونتاگ راهی ویتنام شد.

## فعالیت در ویتنام
در می ۱۹۵۴، طی مذاکرات کنفرانس ۱۹۵۴ ژنو، ویتنام برحسب مدار ۱۷ درجه شمالی به دو منطقه سیاسی تقسیم شد. ساکنان شمال و جنوب این مدار به ترتیب تحت حاکمیت ویت مین و نگو دین دیم قرار گرفتند اما تا می ۱۹۵۵ شهرهای هانوی و هایفونگ مناطق آزاد ماندند. دولی در اوت ۱۹۵۴ به نیروی ویژه ۹۰ منتقل شد. نیرویی که در عملیات تخلیه ششصد هزار نفر از ساکنان ویتنام شمالی معروف به «عملیات گذار به آزادی» نقش ایفا می‌کرد. خدمات او در آنجا مترجمی فرانسوی و افسری پزشکی برای یک واحد پیشگیری در هایفونگ بود. او سرانجام بر ساخت و نگهداری اردوگاه‌های پناهندگان در هایفونگ تا می ۱۹۵۵ نظارت کرد.